# Kvelertak
Kvelertak – norweski zespół muzyczny wykonujący punk metal. Powstał w 2007 roku w Stavanger. Skład formacji tworzą wokalista Ivar Nikolaisen, gitarzyści Vidar Landa, Bjarte Lund Rolland i Maciek Ofstad, basista Marvin Nygaard oraz perkusista Kjetil Gjermundrød. Do 2016 roku ukazały się trzy albumy studyjne Kvelertak cieszące się, prawdopodobnie największą popularnością w Norwegii, Finlandii i Szwecji. Formacja otrzymała ponadto trzykrotnie nagrodę norweskiego przemysłu fonograficznego Spellemannprisen. W roku 2018, od zespołu odszedł wieloletni frontman Erlend Hjelvik.

## Dyskografia
| Kvelertak                               | - Data: 21 czerwca 2010 - Wydawca: Indie           | 3 | –  | –  | –   | –  | –  | - NOR: złota płyta |
| Meir                                    | - Data: 25 marca 2013 - Wydawca: Indie, Roadrunner | 1 | 18 | 64 | 100 | 20 | –  |                    |
| Nattesferd                              | - Data: 13 maja 2016 - Wydawca: Indie, Roadrunner  | 2 | 9  | 24 | 44  | 31 | 44 |                    |
| „–” oznacza, że album nie był notowany. |                                                    |   |    |    |     |    |    |                    |

## Teledyski
| Tytuł               | Rok  | Reżyseria            | Album      | Źródło |
| ------------------- | ---- | -------------------- | ---------- | ------ |
| "Mjød"              | 2010 | Fredrik Hana         | Kvelertak  | [ 12 ] |
| "Blodtørst"         | 2011 | Torjus Førre Erfjord | Kvelertak  | [ 12 ] |
| "Ordsmedar Av Rang" | 2011 | –                    | Kvelertak  | [ 12 ] |
| "Bruane Brenn"      | 2013 | Stian Kristiansen    | Meir       | [ 13 ] |
| "Månelyst"          | 2013 | Fredrik Hana         | Meir       | [ 14 ] |
| "Kvelertak"         | 2013 | Stian Andersen       | Meir       | [ 12 ] |
| "Evig Vandrar"      | 2013 | Torjus Førre Erfjord | Meir       | [ 15 ] |
| "Svartmesse"        | 2016 | Kvelertak            | Nattesferd | [ 16 ] |

## Nagrody i wyróżnienia
| Rok  | Kategoria               | Tytułem    | Nagroda                         | Nota      | Źródło |
| ---- | ----------------------- | ---------- | ------------------------------- | --------- | ------ |
| 2010 | Årets Nykommer          | Kvelertak  | Spellemannprisen                | Laur      | [ 17 ] |
| 2010 | Rock                    | Kvelertak  | Spellemannprisen                | Laur      | [ 17 ] |
| 2011 | Best New Band           | Kvelertak  | Metal Hammer Golden Gods Awards | Nominacja | [ 18 ] |
| 2013 | Breakthrough Band Award | Kvelertak  | Metal Hammer Golden Gods Awards | Nominacja | [ 19 ] |
| 2014 | Metal                   | Meir       | Spellemannprisen                | Laur      | [ 17 ] |
| 2017 | Rock                    | Nattesferd | Spellemannprisen                | Laur      | [ 20 ] |